# 탄두리 치킨
탄두리 치킨(펀자브어: ਤੰਦੂਰੀ ਚਿਕਨ 탄두리 치칸)은 남아시아의 닭고기 요리이다. 대표적인 펀자브 요리로, 인도와 파키스탄 모두에서 즐겨 먹는다. 다히와 각종 향신료와 발효유에 재운 닭고기를 쇠꼬챙이에 꽂아 탄두르에 향기롭게 굽는 요리로, 카슈미르고추가루를 사용한 양념에서 나오는 불타는 듯한 빨간색이 특징이다. 난이나 차파티에 싸서 주 요리로 먹는 것이 전통적이며, 무르그 마카니와 같이 크림으로 만든 커리에 들어가는 재료로도 많이 쓰인다. 남아시아, 말레이시아, 싱가포르, 인도네시아, 중동, 서양에 널리 알려졌으며, 인도의 국민 음식 가운데 하나로 여겨진다.

## 이름
"탄두리 치킨"은 펀자브어·힌디어·우르두어 등 남아시아 언어에서 "탄두르의"를 뜻하는 "탄두리(ਤੰਦੂਰੀ, तन्दूरी, تندوری)에 영어로 "닭, 닭고기"를 뜻하는 "치킨(chicken)"을 붙인 말이며, "탄두르 닭고기"라는 뜻이다.

## 역사
펀자브 지방이 인도령과 파키스탄령으로 분할되기 전부터 존재하던 요리이다. 닭고기를 비슷한 방식으로 구워 먹는 전통은 하라파 문명 시기에도 존재했으며, 탄두르에 구운 닭고기의 기원은 일찍이 무굴 제국 시대까지 거슬러 올라가나, 오늘날의 탄두리 치킨 형태는 1940년대 후반 인도와 파키스탄의 분할 이후 인도 델리로 이주해 펀자브 음식점인 모티 마할을 운영하던 페샤와르 출신의 펀자브 힌두인 이민자 쿤단 랄 자기와 쿤단 랄 구지랄이 대중화시킨 것이다. 이후 남아시아인 디아스포라를 통해 세계 여러 나라에서 인도를 대표하는 음식으로 각인되었다.

## 만들기
북채와 넓적다리를 포함하는 닭다리 고기가 흔히 사용된다. 고기에 칼집을 내고, 소금, 레몬 즙, 고춧가루, 강황가루 등에 재어 둔다. 다히에 다진 마늘과 생강, 소금, 레몬 즙, 카슈미르고춧가루, 강황가루, 쿠민가루, 깟씨가루, 호로파가루, 후춧가루, 가람 마살라, 탄두리 마살라 등 향신료, 기름 등을 넣어 마리네이드를 만들고, 닭고기를 2차로 재어 둔다. 반나절에서 하루 정도 재워둔 닭고기를 쇠꼬챙이에 꽂아 탄두르 안에 비스듬히 두어 한쪽면이 타지 않도록 돌려가며 조리하며, 이때 장작이나 숯으로 훈연을 하여 풍미를 더한다. 꼬챙이에 꿰어 탄두르에서 굽는 것이 전통 방식이지만, 그릴이나 오븐에 굽기도 한다. 흔히 난 등의 납작빵과 함께 낸다. 맵지 않게 만들 때는 파프리카가루를 쓰기도 하며, 붉은색 식용 색소를 사용하기도 한다.
탄두리 치킨을 활용하여 무르그 마카니 등의 커리를 만들기도 한다.

## 사진

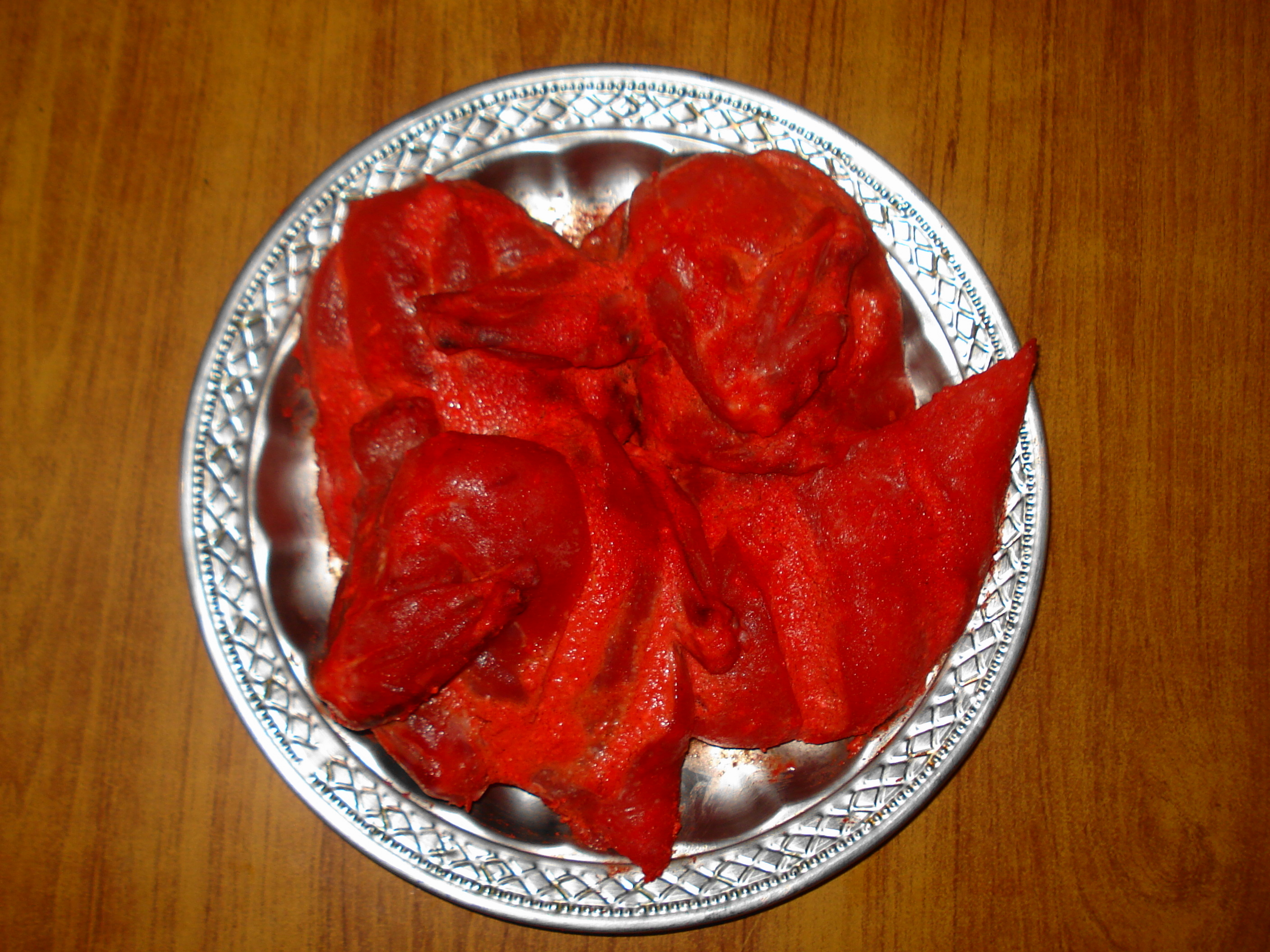
탄두리 양념에 잰 닭고기
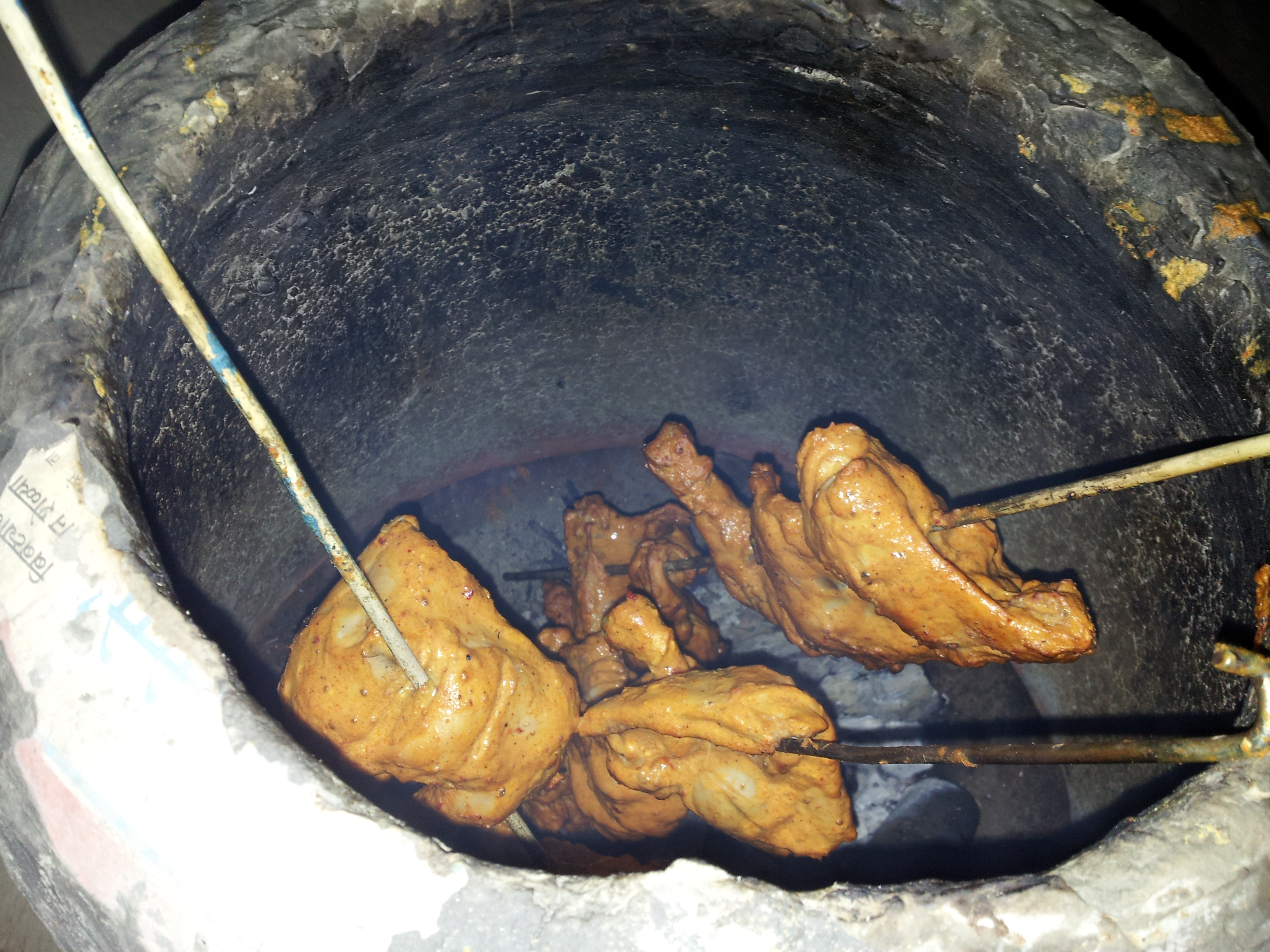
닭고기를 탄두르에 굽는 모습
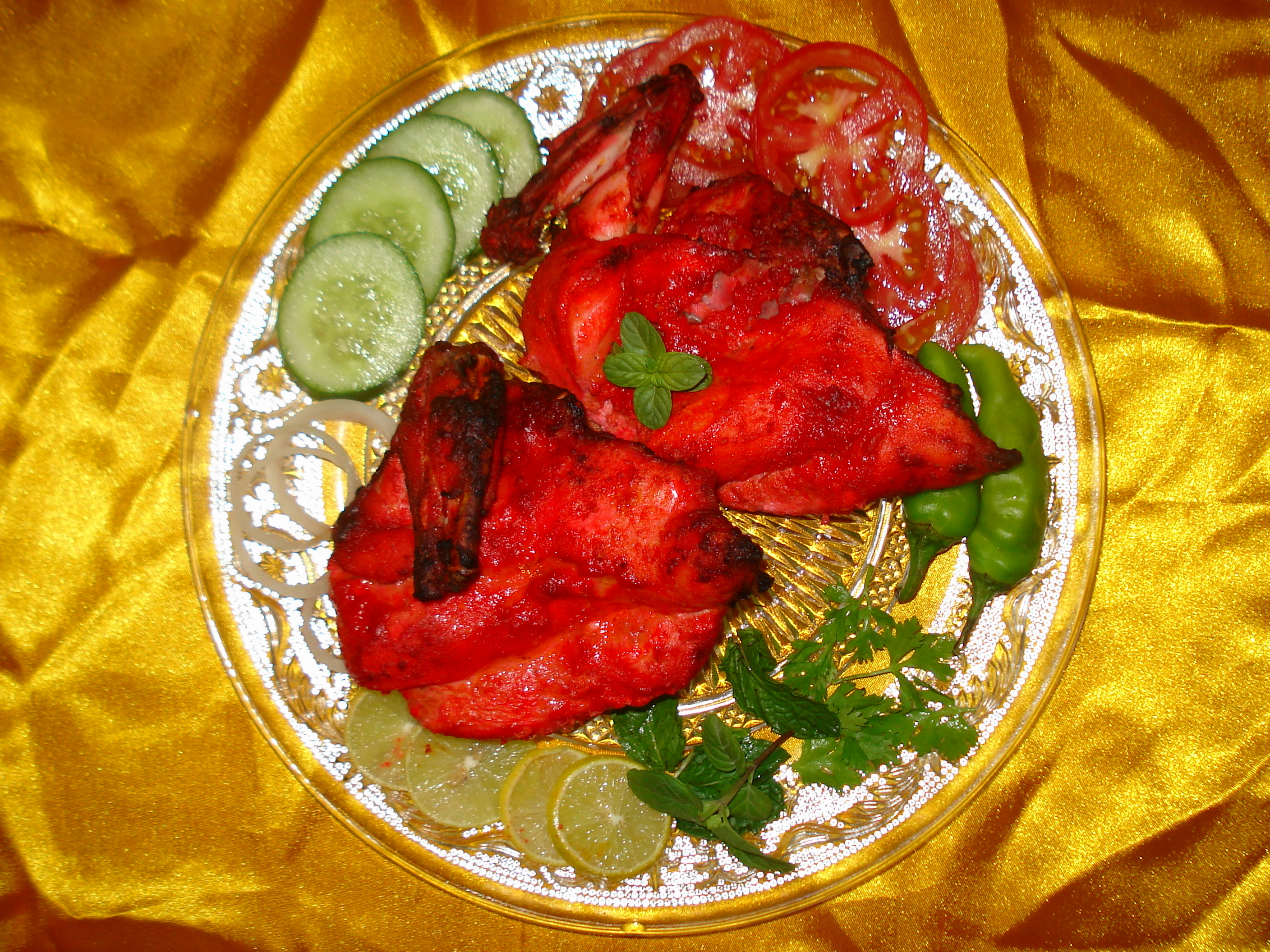
탄두리 치킨

## 같이 보기
- 치킨 티카